# Mistrzostwa Kanady w Skokach Narciarskich 2015
Mistrzostwa Kanady w Skokach Narciarskich – zawody o mistrzostwo Kanady w skokach narciarskich, które odbyły się w dniu 26 września 2015 na skoczni Alberta Ski Jump Area w Calgary.
Mistrzostwa początkowo miały się odbyć w marcu 2015 na kompleksie Whistler Olympic Park Ski Jumps, jednak ze względu na niesprzyjające warunki atmosferyczne nie doszły wówczas do skutku i zostały przeniesione na wrzesień do Calgary.
Tytuł mistrza Kanady w skokach narciarskich wywalczył Mackenzie Boyd-Clowes, który wyprzedził o 3 punkty Dusty'ego Korka i o 13 punktów Matthew Soukupa. W konkursie udział wzięło 13 zawodników.
Tytuł mistrzyni Kanady w skokach narciarskich wywalczyła Taylor Henrich, która wyprzedziła o 66 punktów Natalie Eilers i o 76,5 punktów Jasmine Sepandj. W konkursie wystartowało 8 zawodniczek.

## Wyniki

### Konkurs indywidualny mężczyzn na normalnej skoczni (Calgary, 26.09.2015)
| Miejsce | Zawodnik              | Klub                   | Skok 1 | Skok 2 | Punkty |
| ------- | --------------------- | ---------------------- | ------ | ------ | ------ |
| 1.      | Mackenzie Boyd-Clowes | Altius Nordic Ski Club | 89,5   | 96,5   | 243,5  |
| 2.      | Dusty Korek           | Altius Nordic Ski Club | 90,0   | 94,5   | 240,5  |
| 3.      | Matthew Soukup        | Altius Nordic Ski Club | 87,0   | 93,5   | 230,5  |
| 4.      | Matthew Rowley        | Altius Nordic Ski Club | 89,0   | 91,0   | 228,0  |
| 5.      | Joshua Maurer         | Altius Nordic Ski Club | 84,0   | 93,0   | 222,0  |
| 6.      | Trevor Morrice        | Altius Nordic Ski Club | 84,0   | 90,0   | 215,0  |
| 7.      | Wesley Savill         | Altius Nordic Ski Club | 72,5   | 87,0   | 183,5  |
| 8.      | Rogan Reid            | Altius Nordic Ski Club | 73,0   | 84,0   | 177,0  |
| 9.      | Sam Bolton            | Altius Nordic Ski Club | 59,5   | 64,0   | 98,0   |
| 10.     | Christopher Krug      | Altius Nordic Ski Club | 57,5   | 58,0   | 83,0   |
| 11.     | Max Stretch           | Altius Nordic Ski Club | 53,0   | 62,0   | 76,5   |
| 12.     | Stéphane Tremblay     | Altius Nordic Ski Club | 57,0   | 57,0   | 73,0   |
| 13.     | Matthew Polz          | Altius Nordic Ski Club | 53,5   | 56,5   | 68,5   |

### Konkurs indywidualny kobiet na normalnej skoczni (Calgary, 26.09.2015)
| Miejsce | Zawodnik           | Klub                   | Skok 1 | Skok 2 | Punkty |
| ------- | ------------------ | ---------------------- | ------ | ------ | ------ |
| 1.      | Taylor Henrich     | Altius Nordic Ski Club | 91,0   | 89,5   | 232,0  |
| 2.      | Natalie Eilers     | Altius Nordic Ski Club | 81,0   | 73,0   | 166,0  |
| 3.      | Jasmine Sepandj    | Altius Nordic Ski Club | 77,0   | 70,0   | 155,5  |
| 4.      | Abigail Strate     | Altius Nordic Ski Club | 77,0   | 71,0   | 155,0  |
| 5.      | Atsuko Tanaka      | Altius Nordic Ski Club | 75,0   | 71,0   | 154,5  |
| 6.      | Eleora Hamming     | Altius Nordic Ski Club | 76,5   | 68,5   | 146,0  |
| 7.      | Natasha Bodnarchuk | Altius Nordic Ski Club | 72,5   | 69,5   | 141,5  |
| 8.      | Nicole Maurer      | Altius Nordic Ski Club | 68,0   | 71,0   | 132,5  |